# British Home Championship 1962/63
De British Home Championship van 1962/63 was de 68e editie van de British Home Championship. Het toernooi werd gehouden van 20 oktober 1962 tot en met 6 april 1963. Schotland werd kampioen.

## Eindstand
| Team          | Gsp | W | G | V | DV | DT | DS | Ptn |
| ------------- | --- | - | - | - | -- | -- | -- | --- |
| Schotland     | 3   | 3 | 0 | 0 | 10 | 4  | +6 | 6   |
| Engeland      | 3   | 2 | 0 | 1 | 8  | 3  | +5 | 4   |
| Wales         | 3   | 1 | 0 | 2 | 6  | 8  | –2 | 2   |
| Noord-Ierland | 3   | 0 | 0 | 3 | 3  | 12 | –9 | 0   |

## Wedstrijden
|                                                      |               |       |                                            |                                                                                |
| 20 oktober 1962 «onderlinge duels» 15:00 uur (UTC+1) | Noord-Ierland | 1 – 3 | Engeland                                   | Windsor Park, Belfast Toeschouwers: 55.000 Scheidsrechter: James Barclay (SCO) |
| 20 oktober 1962 «onderlinge duels» 15:00 uur (UTC+1) | Hugh Barr 62' |       | 38' Jimmy Greaves 71', 73' Michael O'Grady | Windsor Park, Belfast Toeschouwers: 55.000 Scheidsrechter: James Barclay (SCO) |

|                                                      |                                     |       |                                                           |                                                                                 |
| 20 oktober 1962 «onderlinge duels» 15:00 uur (UTC+1) | Wales                               | 2 – 3 | Schotland                                                 | Ninian Park, Cardiff Toeschouwers: 50.000 Scheidsrechter: Kenneth Dagnall (ENG) |
| 20 oktober 1962 «onderlinge duels» 15:00 uur (UTC+1) | Ivor Allchurch 40' John Charles 87' |       | 19' (pen.) Eric Caldow 62' Denis Law 77' Willie Henderson | Ninian Park, Cardiff Toeschouwers: 50.000 Scheidsrechter: Kenneth Dagnall (ENG) |

|                                                    |                                                   |       |                  |                                                                               |
| 7 november 1962 «onderlinge duels» 19:30 uur (UTC) | Schotland                                         | 5 – 1 | Noord-Ierland    | Hampden Park, Glasgow Toeschouwers: 58.734 Scheidsrechter: James Finney (ENG) |
| 7 november 1962 «onderlinge duels» 19:30 uur (UTC) | Denis Law 40', 60', 73', 86' Willie Henderson 76' |       | 8' Billy Bingham | Hampden Park, Glasgow Toeschouwers: 58.734 Scheidsrechter: James Finney (ENG) |

|                                                     |                                                                      |       |       |                                                                                 |
| 21 november 1962 «onderlinge duels» 14:15 uur (UTC) | Engeland                                                             | 4 – 0 | Wales | Wembley Stadium, Londen Toeschouwers: 27.500 Scheidsrechter: Sam Carswell (NIR) |
| 21 november 1962 «onderlinge duels» 14:15 uur (UTC) | John Connelly 7' Alan Peacock 35' Alan Peacock 63' Jimmy Greaves 88' |       |       | Wembley Stadium, Londen Toeschouwers: 27.500 Scheidsrechter: Sam Carswell (NIR) |

|                                                   |                   |       |                                            |                                                                                |
| 3 april 1963 «onderlinge duels» 19:30 uur (UTC+1) | Noord-Ierland     | 1 – 4 | Wales                                      | Windsor Park, Belfast Toeschouwers: 25.000 Scheidsrechter: George McCabe (ENG) |
| 3 april 1963 «onderlinge duels» 19:30 uur (UTC+1) | Martin Harvey 36' |       | 23' Phil Woosnam 33', 85', 90' Cliff Jones | Windsor Park, Belfast Toeschouwers: 25.000 Scheidsrechter: George McCabe (ENG) |

|                                                   |                   |       |                            |                                                                             |
| 6 april 1963 «onderlinge duels» 15:00 uur (UTC+1) | Engeland          | 1 – 2 | Schotland                  | Wembley Stadium, Londen Toeschouwers: 98.606 Scheidsrechter: Leo Horn (NED) |
| 6 april 1963 «onderlinge duels» 15:00 uur (UTC+1) | Bryan Douglas 80' |       | 28', 30' (pen.) Jim Baxter | Wembley Stadium, Londen Toeschouwers: 98.606 Scheidsrechter: Leo Horn (NED) |